# سيوداد فاليس
سيوداد فاليس (بالإسبانية: Ciudad Valles)‏ هي محلية، في المكسيك، تقع في ولاية سان لويس بوتوسي، بلغ عدد سكانها 177,022 نسمة وذلك حسب إحصائيات سنة 2015.

## أعلام
- جوناثان أليخاندرو سانشيز
- جيراردو سيلفا